# Вестермор
Вестермор (нем. Westermoor) — община в Германии, в земле Шлезвиг-Гольштейн. 
Входит в состав района Штайнбург. Подчиняется управлению Брайтенбург.  Население составляет 393 человека (на 31 декабря 2010 года). Занимает площадь 9,44 км².